# Francia nell'età moderna
Il periodo della Francia in età moderna va dalla fine del Quattrocento alla fine del Settecento, ovvero dal Rinascimento all'inizio della Rivoluzione. Durante questa fase storica, la Francia si evolse da un regime feudale a uno Stato centralizzato - benché permanessero ancora differenze regionali - organizzato attorno a una potente monarchia assoluta che fondava il proprio potere sul diritto divino del Re e sull'esplicito appoggio alla Chiesa cattolica.

## Storia
La Pace di Étaples (1492) marca, per alcuni, l'inizio dell'età moderna in Francia.
Dopo la guerra dei Cento Anni (1337-1453) e il Trattato di Picquigny (1475) - la sua fine ufficiale - nel 1492-1493, Carlo VIII firmò ulteriori tre trattati con Enrico VII d'Inghilterra, Massiimiliano I d'Asburgo, e Ferdinando II di Aragona rispettivamente ad Étaples (1492), Senlis (1493) e a Barcellona (1493). Questi tre trattati sgombrarono la via alla Francia di intraprendere le lunghe Guerre d'Italia (1494-1559), che diedero inizio alla Francia moderna.

### Guerre d'Italia
Nonostante il rapido recupero economico e demografico dopo la peste nera del Trecento, gli sforzi francesi furono vanificati da una serie di conflitti, come le Guerre d'Italia (1494-1559), e dal maggior potere degli Asburgo in Europa.
Ludovico Sforza, cercando un alleato contro la Repubblica di Venezia, incoraggiò Carlo VIII di Francia ad invadere l'Italia, con il pretesto della rivendicazione del trono del Regno di Napoli, all'epoca sotto controllo aragonese. Quando Ferdinando I di Napoli morì nel 1494, Carlo invase la penisola. Per diversi mesi, le armate francesi si spostarono in Italia indisturbate, poiché gli eserciti dei condottieri degli staterelli italiani non furono in grado di resistere. Il saccheggio di Napoli provocò una reazione e, contro esse, venne formata la Lega di Venezia. Le truppe italiane sconfissero quelle francesi nella battaglia di Fornovo, obbligando così Carlo VIII a tornarsene in Francia. Ludovico Sforza, avendo tradito i francesi a Fornovo, conservò il suo trono fino al 1499, quando il successore di Carlo VIII, Luigi XII di Francia, invase la Lombardia e assediò Milano.
Nel 1500 Luigi XII, avendo raggiunto un accordo con Ferdinando II di Aragona per dividere Napoli, marciò verso sud da Milano. Nel 1502, le armate francesi e aragonesi alleate presero controllo del regno meridionale, ma l'accordo durò poco e si arrivò a una nuova guerra tra Luigi e Ferdinando. Nel 1503, Luigi, essendo stato sconfitto nella Battaglia di Cerignola e nella Battaglia del Garigliano, fu obbligato ad abbandonare Napoli, che venne lasciata al controllo del viceré spagnolo Ramon de Cardona. Le armate francesi sotto il comando di Gaston de Foix inflissero agli spagnoli una travolgente sconfitta nella battaglia di Ravenna nel 1512, ma Foix venne ucciso durante la battaglia e i francesi furono costretti a lasciare l'Italia; intanto gli svizzeri invasero Milano e rimisero sul trono Massimiliano Sforza. La Lega Santa fu vittoriosa, ma si divise ben presto; nel 1513 Venezia si alleò con la Francia, accordandosi sulla spartizione della Lombardia.
Luigi comandò un'altra invasione di Milano, ma venne sconfitto nella Battaglia di Novara, alla quale seguirono una serie di vittorie per la Lega Santa, nelle quali le armate francesi, veneziane, e scozzesi vennero irrimediabilmente sconfitte. Comunque la morte di Papa Giulio II lasciò la Lega senza una leadership, e quando il successore di Luigi, Francesco I, sconfisse gli svizzeri nella Marignano nel 1515, la Lega collassò, e nei trattati di Noyon e Brussels, abbandonarono alla Francia e a Venezia l'Italia del Nord.
L'ascesa di Carlo di Spagna al trono imperiale, una posizione alla quale anche Francesco I mirava, portò al collasso le relazioni tra la Francia e gli Asburgo. Nel 1519, un'invasione spagnola nella Navarra, nominalmente feudo francese, diede il pretesto a Francesco di iniziare la guerra; così armate francesi strariparono in Italia ed iniziarono una campagna per scacciare Carlo da Napoli. I francesi, tuttavia, vennero opposti efficacemente dalle tattiche dei tercios spagnoli e subirono una serie di rovinose sconfitte alla Bicocca e sulla Sesia contro le truppe spagnole sotto il comando di Fernando d'Avalos. Con Milano minacciata, Francesco portò un'armata in Lombardia nel 1525, solo per venire battuto e catturato nella Battaglia di Pavia; imprigionato a Madrid, Francesco fu obbligato ad accettare molte concessioni sui suoi territori italiani nel "Trattato di Madrid" (1526).

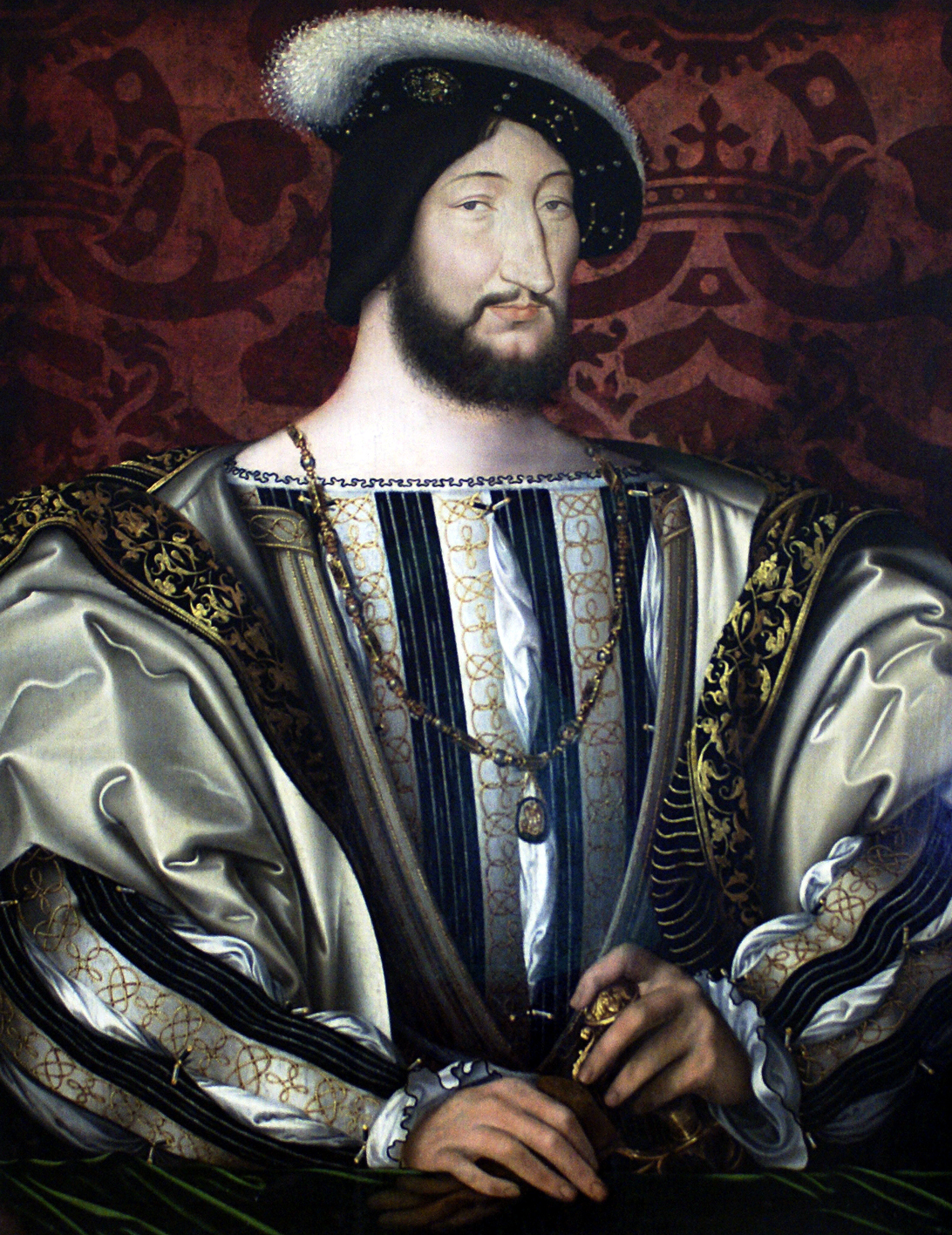
Francesco I, di Jean Clouet

L'inconcludente guerra tra Carlo e Francesco iniziò con la morte di Francesco Maria Sforza, duca di Milano. Quando il figlio di Carlo Filippo ereditò il ducato milanese, Francesco invase l'Italia, conquistando Torino, ma fallì la presa su Milano. In risposta, Carlo invase la Provenza, avanzando fino a Aix-en-Provence, ma tornò in Spagna senza attaccare la città fortificata di Avignone. La Tregua di Nizza mise fine alla guerra, lasciando Torino in mani francesi, ma senza aver fatto effettivi cambiamenti nella mappa d'Italia. Francesco, alleandosi con Solimano I dell'Impero ottomano, lanciò una invasione finale dell'Italia. Una flotta franco-ottomana conquistò la città di Nizza nell'agosto 1543. I francesi sconfissero l'esercito imperiale nella Battaglia di Ceresole nel 1544, ma non riuscirono a penetrare nella Lombardia. Carlo ed Enrico VIII d'Inghilterra procedettero per invadere la Francia meridionale, assediando Boulogne e Soissons. La mancanza di cooperazione tra gli eserciti inglesi e spagnoli, assieme alla cresciuta aggressività degli attacchi ottomani, obbligarono Carlo ad abbandonare queste conquiste, venendo restaurato di fatto lo status quo ante.
Nel 1547, Enrico II di Francia, che succedette a Francesco I al trono, dichiarò guerra contro Carlo con lo scopo di riconquistare l'Italia e di assicurare alla Francia il dominio sulle questioni europee. Un'offensiva in Lorena ebbe successo, ma il tentativo dell'invasione francese in Toscana nel 1553 fu bloccato nella Battaglia del Marciano. L'abdicazione di Carlo nel 1556 divise l'Impero Asburgico tra il figlio Filippo e il fratello Ferdinando, e lo spostamento della guerra nelle Fiandre, dove Filippo, insieme a Emmanuele Filiberto di Savoia, sconfissero i francesi a San Quintino. L'entrata in guerra dell'Inghilterra dopo di quell'anno, portò alla conquista francese della città di Calais, l'ultimo possedimento inglese nella terraferma francese, e le armate francesi puntellavano i possedimenti francesi nei Paesi Bassi; ma Enrico fu costretto ad accettare la Pace di Cateau-Cambrésis, nella quale rinunciava a qualsiasi pretesa sull'Italia.

### Guerre di Religione
Non appena le guerre d'Italia finirono, la Francia fu coinvolta in una crisi interna con gravi conseguenze. Nonostante la conclusione di un Concordato tra la Francia e il Papato (1516), che garantiva alla corona la nomina dei vescovi, la Francia fu profondamente colpita dai tentativi della riforma protestante di rompere l'unità cattolica. Una crescente minoranza protestante su base urbana, gli Ugonotti, affrontarono la dura repressione all'epoca di re Enrico II. Dopo la morte di Enrico II durante un torneo, il paese venne retto dalla vedova Caterina de' Medici e dai suoi figli Francesco II, Carlo IX e Enrico III. La reazione cattolica comandata dal potente Francesco I di Guisa culminò nel massacro degli Ugonotti del 1562, il primo delle guerre di religione, durante la quale eserciti inglese, tedesco e spagnolo intervennero in una o nell'altra delle fazioni rivali. Contrari alla monarchia assoluta, gli Ugonotti teorizzavano il diritto di ribellione e la legittimità del tirannicidio.
Le guerre di religione culminarono nella guerra dei tre Enrichi nella quale Enrico III assassinò Enrico di Guisa, capo della Lega cattolica, appoggiata dagli spagnoli, e a sua volta il re venne ucciso. Dopo gli assassini di Enrico di Guisa ed Enrico Valois, il conflitto terminò con l'ascesa al trono del protestante Enrico di Borbone e il suo susseguente abbandono del protestantesimo (espediente del 1592) effettiva nel 1593, la sua accettazione dalla maggior parte dell'establishment cattolico (1594) e dal Papa (1595), e la sua promulgazione del decreto di tolleranza, conosciuto come l'Editto di Nantes (1598), che garantiva libertà di culto ed equità civile.

### XVII secolo

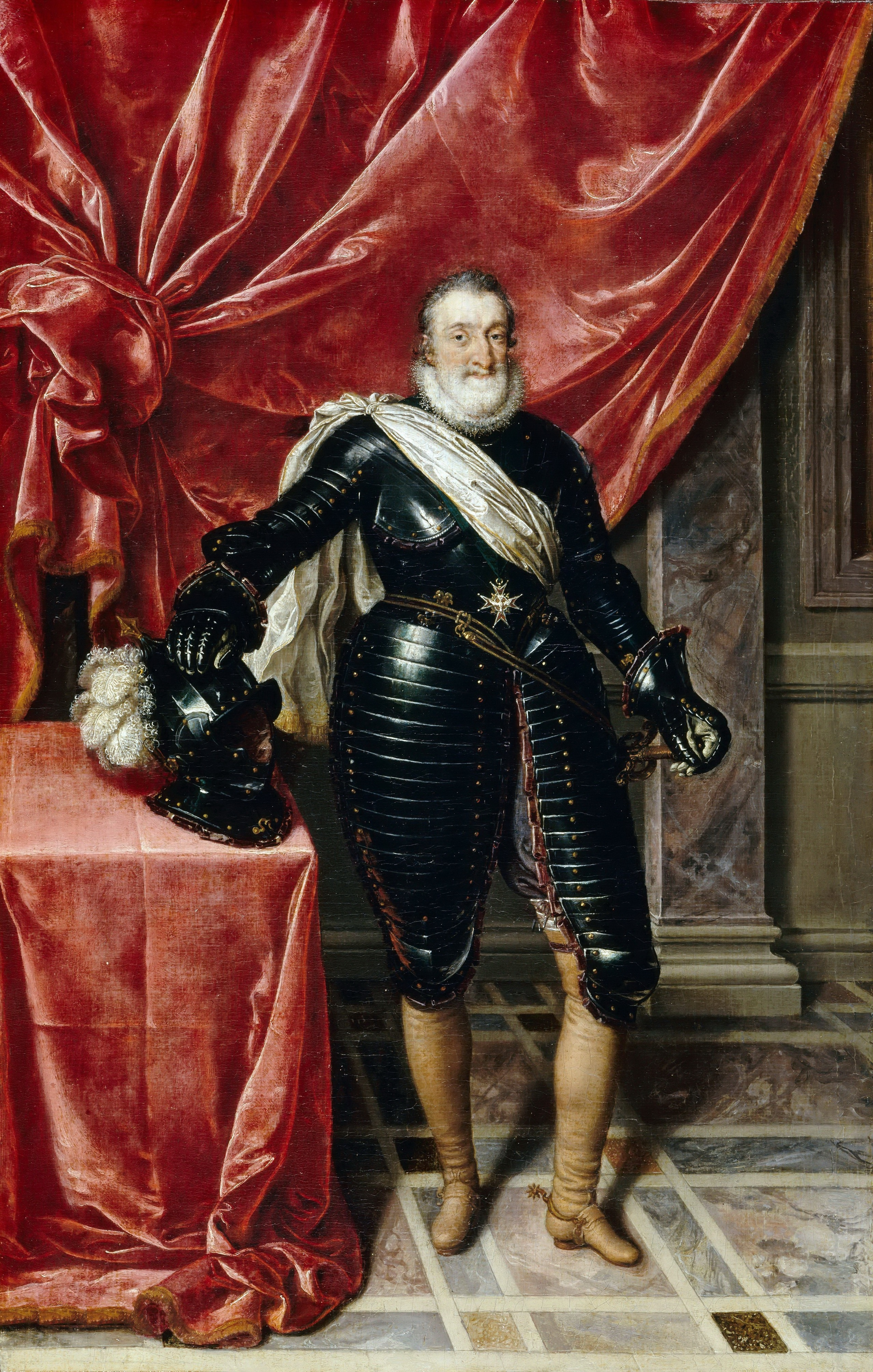
Enrico IV di Francia di Frans Pourbus il Giovane.

La pacificazione della Francia sotto Enrico IV fu un elemento essenziale per l'inizio dell'egemonia francese in Europa, sebbene alla sua morte avvenuta nel 1610, la reggenza di sua moglie Maria de' Medici sopportò conflitti interni con le famiglie nobili. La Francia iniziava allora la sua espansione oltremare: i francesi iniziarono a commerciare in India e Madagascar, fondarono in America settentrionale la Nuova Francia e penetrarono nella regione dei Grandi Laghi e del Mississippi, crearono piantagioni nelle Indie occidentali ed estesero i loro contatti commerciali nel Levante ed allargarono la loro marina mercantile.
Il figlio di Enrico IV Luigi XIII e il suo ministro (1624-1642) Richelieu, elaborarono una politica antitetica alla Spagna e all'imperatore germanico durante la guerra dei trent'anni (1618-1648). Dopo aver domato una rivolta degli Ugonotti spalleggiata dagli inglesi (1625-1628), la Francia intervenne direttamente (1635) nel conflitto prestando soccorso all'alleata (protestante) Svezia.
Dopo le morti del re e del cardinale, la Pace di Vestfalia (1648) assicurò l'accettazione universale della frammentazione politica e religiosa della Germania, ma la reggenza di Anna d'Austria e del suo ministro cardinale Mazzarino conobbero una crescente rivolta conosciuta come la Fronda (1648-1653) che arrivò a una guerra contro la Spagna (1653-1659). Il Trattato dei Pirenei (1659) formalizzò l'annessione alla Francia (1642) del Rossiglione dopo il collasso della effimera Repubblica Catalana.

Luigi XIV, il Re Sole. Dipinto di Hyacinthe Rigaud, 1701

Durante il regno di Luigi XIV (1643-1715), la Francia divenne la potenza dominante in Europa, grazie anche all'abilità diplomatica di Mazzarino (1642-1661), successore di Richelieu e alle politiche economiche di Colbert (1661-1683). Nuove guerre (la guerra di devoluzione 1667-1668 e la guerra franco-olandese 1672-1678) portarono ulteriori conquiste territori (l'Artois, le Fiandre occidentali e la contea di Borgogna, lasciata all'impero nel 1482), ma al prezzo della crescente opposizione delle potenze rivali.
La cultura francese fu egemone nell'Europa moderna. Nel primo Seicento, pittori francesi dovevano recarsi a Roma per sprovincializzarsi (Nicolas Poussin, Claude Lorrain), ma Simon Vouet portò il gusto per il barocco, riassunto nella Académie royale de peinture et de sculpture, nei dipinti di Charles Le Brun e le sculture di François Girardon. Con il Palais du Luxembourg, il Château de Maisons e Vaux-le-Vicomte, l'architettura francese venne ammirata all'estero anche prima della costruzione di Versailles o la colonnata del Louvre. Il salone della cultura parigina mise a punto gli standard del gusto a partire dagli anni Trenta, e con Pascal, Cartesio, Bayle, Corneille, Racine e Molière, la letteratura francese toccava la sua punta massima.
Messo sul trono inglese Guglielmo d'Orange nel 1688, l'alleanza antifrancese del 1689 inaugurò l'inizio di un secolo di conflitti ad intermittenza, nel quale la Gran Bretagna iniziava a giocare un ruolo importante, cercando in particolare di tenere la Francia fuori dai Paesi Bassi.
La battaglia di la Hougue (1692) fu quella decisiva nella guerra dei nove anni (1689-1697), nella quale venne affermata la supremazia della Royal Navy britannica.
Dopo la guerra dei nove anni, la Francia riuscì a prendere solo Haiti. La guerra di successione spagnola (1701-1713) finì con lo sfacelo del sogno di Luigi XIV di un impero Franco-Spagnolo dei Borboni: i due conflitti esaurirono le forze francesi, tra l'altro già indebolite dai cattivi raccolti degli anni novanta e del 1709, oltre che perdita della manodopera specializzata di fede ugonotta conseguente alla revoca (1685) dell'Editto di Nantes.

### XVIII secolo

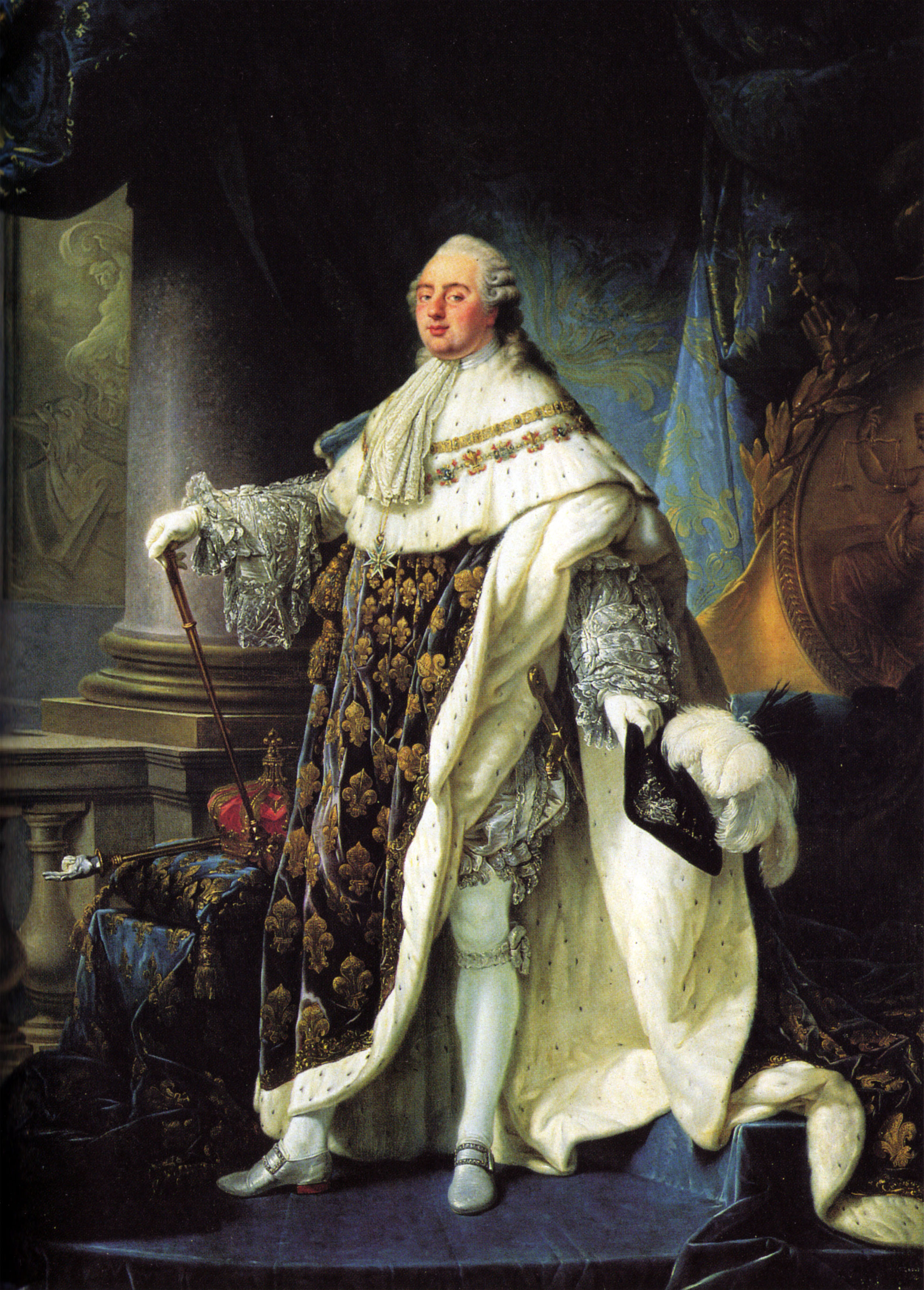
Luigi XVI, ultimo re della Francia di Antico Regime

Il regno di Luigi XV (1715-1774) vide inizialmente un ritorno alla pace e alla prosperità sotto la reggenza di Filippo d'Orléans (1715-1723), di cui politiche vennero seguite anche dal primo ministro André-Hercule de Fleury (1726-1743), Nuovo guerre di successione contro l'Impero (1733-1735 e 1740-1748) vennero combattute in Europa orientale. L'alleanza con gli Asburgo, tradizionali nemici, (la "rivoluzione diplomatica" del 1756) in contrapposizione alla Gran Bretagna e alla Prussia, potenze emergenti, portarono alla costosa e fallimentare guerra dei Sette anni (1756-1763).
Con il governo profondamente in debito, Luigi XVI permise le riforme radicali di Turgot e Malesherbes, ma la disaffezione dei nobili portarono alle dimissioni di Turgot e di Malesherbes 1776. Jacques Necker li rimpiazzò. Luigi sostenne la rivoluzione americana dal 1778, ma nel Trattato di Parigi del 1783, i francesi guadagnarono poco, tranne che un ovvio aumento del debito, e il governo fu costretto giocoforza ad aumentare le tasse (come la "vingtième") e i prestiti. Necker si dimise nel 1781, per essere sostituito temporaneamente da Calonne e da Brienne, ma ritornò nel 1788. 
All'epoca della Rivoluzione francese del 1789, la Francia era in una profonda crisi istituzionale e finanziaria, ma gli ideali dell'Illuminismo iniziarono ad entrare nella società più colta.
Il 21 settembre 1792 la monarchia francese venne effettivamente abolita con la proclamazione della repubblica.

## Geografia

La Francia nel 1477. Linea rossa: Confini del Regno di Francia; in azzurro: i domini reali

Alla metà del Quattrocento, la Francia era, per estensione, significativamente più piccola rispetto ad oggi, e numerose province, come il Rossiglione, la Cerdagna, Calais, Béarn, la Navarra, la Contea di Foix, le Fiandre, l'Artois, la Lorena, l'Alsazia, i Tre Vescovadi, la Franca Contea, la Savoia, la Bresse, Bugey, Gex, Nizza, la Provenza, il Delfinato e la Bretagna erano autonome o controllate da altre nazioni (come ad esempio il Sacro Romano Impero); c'erano anche delle enclave come il Contado Venassino. Inoltre certe province all'interno della stessa Francia erano domini feudali personali di famiglie nobili (come il Borbonese, le Marche, il Forez e l'Alvernia, possedimenti dei Casa di Borbone fino a quando non vennero integrate nel dominio reale nel 1527 in seguito alla caduta di Carlo III di Borbone-Montpensier).
Tra la fine del Quattrocento e la metà del Settecento la Francia incrementò il suo territorio, arrivando ad unire le piccole province indipendenti a sé in un unico blocco amministrativo. In questo periodo la Francia acquisì la Piccardia, la Borgogna, l'Angiò, il Maine, la Provenza, la Bretagna, la Franca Contea, le Fiandre, la Navarra, il Rossiglione, il Ducato di Lorena, l'Alsazia ed infine la Corsica.
Di seguito le acquisizioni francesi nel periodo 1461-1789:
- sotto Luigi XI - Provenza (1482), Delfinato (1461, sotto controllo francese fin dal 1349)
- sotto Francesco I - Bretagna (1532)
- sotto Enrico II - Calais, Tre Vescovadi (1552)
- sotto Enrico IV - Contea di Foix (1607)
- sotto Luigi XIII - Béarn e Navarra (1620, sotto controllo francese fin dal 1589 come parte dei possedimenti di Enrico IV)
- sotto Luigi XIV
  - Pace di Vestfalia (1648) - Alsazia
  - Trattato dei Pirenei (1659) - Artois, Catalogna settentrionale (Rossiglione, Cerdagna)
  - Trattato di Nimega (1678-9) - Franca Contea, Fiandre
- sotto Luigi XV - Dombes (1762), Lorena (1766), Corsica (1768)

Zone come il Ducato di Savoia, la città di Nizza ed altri piccoli possedimenti papali (per esempio Avignone) vennero acquisite più tardi.

### Capitale
Nonostante Parigi rimase sempre la capitale della Francia, gli ultimi re Valois abbandonarono la città come residenza primaria, preferendo piuttosto i loro numerosi castelli della Valle della Loira. Enrico IV fece di Parigi la sua residenza primaria, promuovendo la costruzione di nuovi edifici, ma Luigi XIV ancora una volta, lasciò la città negli ultimi decenni del suo regno, per insediarsi a Versailles, la quale divenne la residenza dei suoi successori fino al 1790.

### Colonie
A partire dal Cinquecento la Francia si impegnò nel processo di esplorazione, colonizzazione e di scambi commerciali a livello globale. Nel corso dell'età moderna costituì un forte impero coloniale, esteso principalmente nelle Americhe (Nuova Francia, Antille francesi e Francia equinoziale), in India e nell'Oceano Indiano ma anche verso l'Estremo Oriente ed in Africa.

## Politica

### Province e suddivisioni amministrative

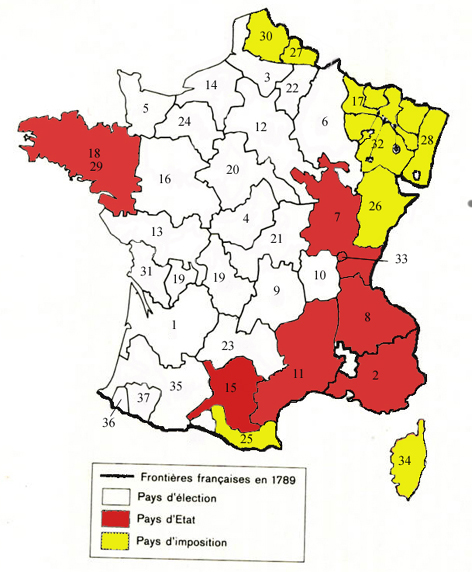
Le Généralités in Francia

Le strutture amministrative e sociali della Francia dell'Ancien Régime erano il risultato di secoli di costruzione statale, leggi (come l'ordinanza di Villers-Cotterêts), conflitti interni e guerre civili, ma la Francia rimase nella sostanza un mosaico di privilegi locali e differenze storiche, almeno fino allo scoppio della Rivoluzione francese, da cui iniziò una radicale soppressione di molte diseguaglianze amministrative.
La Francia medievale perse durante la guerra dei Cento Anni una centralità amministrativa e i tentativi della Dinastia Valois di ristabilire il controllo sugli sparsi centri politici furono ostacolati dalle guerre di religione della seconda metà del Cinquecento. Gran parte delle energie dei re Enrico IV, Luigi XIII e Luigi XIV furono dedicate al tentativo di ripristinare una centralizzazione amministrativa. Nonostante l'idea di "monarchia assoluta", esemplificata dal diritto del re di emanare le lettre de cachet e dai suoi sforzi di creare uno stato con un potere centrale, la Francia dell'Ancien Régime rimase un paese con un sistema ricco di disuguaglianze: divisioni amministrative (compresa la tassazione), legali, giudiziarie, ecclesiastiche e prerogative si sovrapposero frequentemente; ad esempio le diocesi ecclesiastiche in alcuni casi coincidevano con le divisioni amministrative. Certe province e città avevano guadagnato privilegi speciali, come una più bassa tariffa sulla gabella o sul sale. La Francia meridionale era governata con il diritto romano, mentre la parte settentrionale con il diritto comune. La nobiltà francese si sforzò di mantenere i propri privilegi in materia di governo e giustizia locale. Alcuni conflitti (fra cui si ricorda come il più importante la seicentesca Fronda) furono motivati dal desiderio di opporsi questa centralizzazione. Questo bisogno di centralizzazione durante quel periodo fu strettamente collegato a questioni finanziarie reali e alla possibilità di far guerra. I conflitti interni e le crisi dinastiche del Cinque-Seicento (le guerre di religione, quelle con gli Asburgo) e le espansioni territoriali della Francia nel XVII secolo richiedevano grosse somme di denaro che venivano raccolte dalle tasse, come la taille e la gabella.
I rappresentanti del re nelle province e nelle città erano i gouverneur. Erano ufficiali reali scelti tra gli alti ranghi della nobiltà. I governatori provinciali, chiamati anche lieutenants généraux, potevano convocare i parlamenti provinciali, gli stati provinciali e i corpi municipali. Del titolo "governeur" si ha notizia la prima volta sotto il regno di Carlo VI. L'ordinanza di Blois ridusse il loro numero a dodici, ma un'ordinanza del 1779 li incrementò a trentanove (diciotto governatori di prima classe, ventuno governatori di seconda classe). Benché inizialmente erano i rappresentanti del re e i loro incarichi potevano essere revocati alla volontà del re, successivamente alcuni governatori, e i loro eredi, si insediarono per formare delle vere dinastie. I governatori furono all'apice del loro potere tra la metà del Cinquecento e la metà del Seicento, ma il loro ruolo nelle rivolte provinciali durante le guerre civili portò il cardinale Richelieu a creare la figura, più trattabile, degli Intendenti di finanze, polizia e giustizia, e nel Diciottesimo secolo il ruolo dei governatori venne ridimensionato. La creazione degli Intendenti aveva lo scopo di limitare l'influenza dei nobili locali. Nel Settecento il potere amministrativo reale fu saldamente stabilito nelle province, nonostante le proteste dei parlamenti locali. Oltre al ruolo di corti d'appello, i parlements guadagnarono il privilegio di registrare gli editti del re e di presentare al re ufficiali lamentele sugli editti. Essi però avevano un ruolo limitato come voce rappresentativa della classe dei magistrati. Infatti, in caso di rifiuto di registrare un editto reale da parte dei parlamenti regionali, spesso riguardante la fiscalità, la corte del re poteva imporre lo stesso la registrazione, attraverso un'assise reale ("lit de justice").

#### Généralités
Nel tentativo di riformare il vecchio sistema delle province, furono create nuove divisioni. Le recettes générales, comunemente conosciute come généralité, che furono solamente distretti finanziari. Le prime sedici furono create da un editto di Francesco I nel 1542. Il loro ruolo crebbe costantemente ed attorno alla metà del Seicento, vennero sottoposte ad un intendente e diventarono veicolo dell'estensione del potere reale, in materia di giustizia, tassazione e polizia. All'epoca della rivoluzione esistevano trentasei generalités; le ultime due vennero create nel 1784.

#### Province storiche
La Francia per tutta l'età moderna rimase composta da diverse province, acquisite progressivamente nel corso del tempo. Ciascuna di esse godeva di diritti, privilegi e ordinamenti giuridici particolari. Il loro numero variò nel corso del tempo: nel 1790, al momento di istituzione dei dipartimenti, ne vennero elencate 89.
Sotto il profilo feudale vi erano i feudi del Re (sotto la sua diretta amministrazione e proprietà personale) ed i feudi della Corona (in appannaggio ai membri della famiglia reale):
Feudi del Re
- regno di Navarra
- ducato di Bretagna
- ducato di Normandia
- ducato di Aumale
- principato di Orange
- contea di Champagna
- Franca Contea
- Isola di Francia

Feudi della Corona
- ducato di Angiò
- ducato di Berry
- ducato del Limosino
- ducato del Maine
- ducato del Nivernese
- ducato di Borgogna
- ducato d'Orleans
- ducato del Saintonge
- ducato di Turenna
- ducato di Angouleme
- ducato del Rossiglione
- contea di Montluçon
- contea d'Artois
- contea di Alvernia
- contea del Delfinato (1693)
- contea di Poitou
- contea del Lionese
- contea d'Armagnac

### Organi politici

#### Consiglio del Re
Uno dei principi della monarchia francese era l'impossibilità del re di prendere decisioni senza aver consultato il suo consiglio. L'amministrazione dello stato francese dell'età moderna subì una lunga evoluzione, ed un apparato amministrativo fedele, basato su membri della vecchia nobiltà, sui nobili di toga e professionisti dell'amministrazione, sostituì il vecchio sistema feudale.
Sotto Carlo VIII e Luigi XII il consiglio del re era composto da venti membri, provenienti dalle file della nobiltà o da ricche famiglie. Sotto Francesco I il numero di consiglieri aumentò a settanta. Il ruolo più importante nella corte era quello di Grande Ufficiale della Corona di Francia, comandato dal Contestabile e dal Cancelliere. L'amministrazione reale nel Rinascimento fu divisa tra un piccolo consiglio di sei membri (o anche meno) per importanti materie di stato, e un consiglio più largo per questioni giudiziarie o finanziarie. Francesco I venne criticato per la troppa fiducia in un ristretto numero di consiglieri, mentre Enrico II, Caterina de Medici e i loro figli non furono in grado di negoziare con le famiglie dei Guisa e dei Montmorency.
L'apparato decisionale del Consiglio del Re era diviso in diversi consigli reali. I sottoconsigli del Consiglio del Re possono essere raggruppati nei "consigli governativi", "consigli finanziari" e nei "consigli amministrativi e giudiziari". Oltre a queste istituzioni amministrative, il re era circondato da un largo seguito, raggruppato sotto la denominazione "Maison du roi". Sotto Enrico IV e Luigi XIII l'apparato amministrativo della corte venne notevolmente allargato. Alla morte di Luigi XIV, il reggente, Filippo II di Borbone-Orléans, eliminò alcune cariche, come quella di segretario di stato, che venne rimpiazzata da quella dei consigli; questo sistema di governo, chiamato polisinodia, durò dal 1715 al 1718.
I consigli sovrani ebbero le sedi a: Colmar, Perpignano, Arras e Bastia dal 1775.

#### Stati generali
Altri corpi rappresentativi del reame erano gli Stati Generali, creati nel 1302, che riunivano i tre stati del regno (nobiltà, clero e Terzo Stato) e gli "Stati Provinciali". Gli Stati Generali convocati negli anni 1484, 1560-1, 1576-7, 1588-9, 1593, 1614, e 1789 venivano riuniti in periodi di crisi fiscali e politiche, ma non avevano alcun potere reale. Le discordanze fra i tre ordini li rendevano assai deboli e vennero sciolti prima di aver completato il loro lavoro. Come segnale dell'assolutismo francese, dal 1614 al 1789 non vennero più convocati. Gli stati provinciali si dimostrarono più efficienti e furono convocati dal re per rispondere alle questioni fiscali.

### Capi di Stato
Fino al 1792 la Francia rimase una monarchia. Dopo la morte di Enrico III, ultimo membro della casata dei Valois, al trono succedette la dinastia dei Borbone.

### Finanze
Il desiderio di rendere più efficiente il prelievo fiscale fu una delle maggiori cause dell'accentramento amministrativo e reale francese nell'età moderna. La taglia (Taille) diventò una delle maggiori entrate fiscali. Esentati dalla taille erano i nobili e il clero, ufficiali della corona, militari, magistrati, professori e studenti universitari e certe città ("Villes franches"), come ad esempio Parigi.
Le province erano di tre tipi: i "pays d'élection", i "pays d'état" e i "pays d'imposition". Nei pays d'élection (i più antichi possedimenti della corona francese; alcune di queste province avevano un'autonomia simile a un pays d'état in un primo momento, ma poi con le riforme reali le persero). L'accertamento e la riscossione delle tasse veniva affidata a ufficiali eletti (almeno originariamente, ma in seguito la carica venne comprata), e le tasse erano "personali", vale a dire che gravavano sui non-nobili. Nei pays d'état (province con stati provinciali), province che godevano ancora di una certa autonomia fiscale, l'accertamento delle tasse veniva stabilito dai consigli locali e la tassa era solitamente "reale", val a dire che veniva attribuita a terre non-nobili (i nobili che possedevano quelle terre dovevano pagare l'imposizione). Nei pays d'imposition, territori di più recente conquista, che mantenevano ancora le loro storiche istituzioni, la tassazione veniva ispezionata dall'intendente.
I distretti fiscali si trasformarono dal Trecento in poi. Prima del Quattordicesimo Secolo il controllo della raccolta delle tasse era generalmente affidato al balivi e ai sénéchaux nelle loro circoscrizioni. Le riforme del Quattro-Cinquecento videro l'amministrazione finanziaria del Regno di Francia gestita da due consigli, che lavoravano in maniera collegiale; i quattro Généraux des finances ispezionavano la raccolta delle tasse tramite esattori e i quattro Tesorieri di Francia sorvegliavano le entrate delle terre reali (domaine). Venivano definiti Messieurs des finances. I quattro membri di ciascun consiglio venivano divisi in base alle circoscrizioni geografiche; le aree erano Languedoïl, Languedoc, Outre-Seine-et-Yonne e Normandia (quest'ultima creata nel 1449, le altre tre in precedenza), con la preminenza onorifica dei direttori provenienti dalla Languedoïl. Attorno al 1484 le généralité aumentarono a sei.
Nel Cinquecento, i re di Francia, nello sforzo di esercitare più direttamente il controllo sulle finanze reali e per aggirare i due consigli, accusati di poca sorveglianza, avviarono numerose riforme amministrative, le quali includettero la ristrutturazione dell'amministrazione finanziaria e un aumento del numero delle généralités. Nel 1542 la Francia venne divisa in sedici généralités. Il numero incrementò a ventuno verso la fine del Cinquecento e a trentasei alla vigilia della Rivoluzione. Le ultime due vennero create nel 1784.
L'amministrazione delle généralités nel Rinascimento subirono alcune riforme. Nel 1577 Enrico III di Francia istituì cinque tesorieri (trésoriers généraux) in ciascuna généralité che formava un ufficio di finanze. Nel Seicento la sorveglianza delle généralités fu assunta dagli intendenti, cosicché l'espressione généralités e "intendenze" divennero praticamente sinonimi.
Fino al tardo Seicento gli esattori venivano chiamati receveurs. Nel 1680 fu istituito il sistema della Ferme, mediante la quale si poteva acquisire il diritto a riscuotere le tasse a beneficio del re (certe tasse come le aides e la gabella furono date in appalto già nel 1604). Gli esattori di questo sistema di tassazione erano conosciuti come i fermiers généraux.
La taille era solo una delle numerose tasse. Esisteva anche il taillon (una tassa a fini militari), una tassa nazionale per il sale (la gabella), tariffe nazionali (le aides) su diverse tipologie di prodotti (vino, birra, olio e altre merci), tariffe locali su altri prodotti speciali (le douanes), imposte sui prodotti che entravano nelle città (la octroi) o venivano venduti nei mercati, e varie tasse locali. Infine la Chiesa beneficiava della decima.
Luigi XIV di Francia creò diversi sistemi addizionali di tassazione, come la capitation (iniziata nel 1695), che toccava tutte le persone, compresi nobili ed il clero (benché l'esenzione dalla stessa poteva essere comprata con una forte somma) e la dixième (1710-1717 e di nuovo dal 1733), decretata per sostenere le spese militari; era una tassa che si basava sulle entrate effettive e sul valore della proprietà. Nel 1749, sotto Luigi XV di Francia, una nuova tassa la vingtième, basata sulla dixième, fu emanata per ridurre il deficit statale; questa tassa rimase fino alla fine dell'Antico Regime.
Un altro modo per finanziare lo stato fu di far pagare il diritto di ricoprire certe cariche statali (come i membri dei parlements, i magistrati, i Maître des requêtes e gli ufficiali finanziari). Il costo di questi diritti solitamente erano elevati, ma molte di queste cariche conferirono la nobiltà e potevano essere finanziariamente vantaggiose. L'uso di trarre profitto sulle cariche pubbliche divenne pratica consuetudinaria già dal Duecento. Con una legge del 1467 queste cariche diventarono irrevocabili, eccetto con la morte, con la dimissione o con la confisca del detentore del titolo, e queste cariche, una volta comprate, tendevano ad essere ereditarie e si passavano all'interno della famiglia, cosicché lo stato continuava a creare nuove cariche. Questo sistema ebbe inizio nel 1523 sotto Francesco I di Francia. La venalità degli uffici fu una delle cause della rivolta Secentesca della Fronda.
Le finanze statali facevano pesantemente affidamento sui prestiti, sia privati (sulle grandi famiglie bancarie d'Europa) sia pubblici. La più importante fonte di prestito pubblico fu attraverso il sistema delle rentes sur l'Hôtel de Ville di Parigi, un tipo di prestito da parte del governo che ricambiava agli investitori un interesse annuale. Fino al 1661 il capo delle finanze veniva denominato come surintendant des finances; con la caduta di Nicolas Fouquet questa figura venne trasformata nel contrôleur général des finances.

### Giustizia
La giustizia nelle terre feudali, comprese quelle della Chiesa o delle città, era di competenza del signore o di un suo ufficiale. Dal Cinquecento molte delle giurisdizioni feudali fu data ai bailliages o sénéchaussées e ai présidiaux, lasciando solo le questioni riguardanti le tasse feudali e piccole liti locali. Solo certi seigneurs, quelli con il potere di alta giustizia potevano decretare la pena di morte, ma solo con l'assenso dei présidiaux.
I crimini di diserzione, rapina ed accattonaggio (i cosiddetti cas prévôtaux) erano sotto la supervisione del prévôt des maréchaux che esigeva una veloce ed imparziale giustizia. Dal 1670 la loro sfera venne sorvegliata dai présidiaux.
Il sistema giudiziario era formato da tribunali divisi in baillages, nella Francia settentrionale, e sénéchaussées, in quella meridionale; questi tribunali, circa novanta nel Cinquecento, ma molto di più alla fine del Settecento, erano sovrintesi da un lieutenant général ed erano suddivisi in prévôtés, sovrintesi da un prévôt o in vincomtés, sovrintesi da un vincomte, o châtellenies, sovrintese da un châtellain, o vigueries o anche baylies sovrintese da un viguier o un bayle.
Nello sforzo di ridurre i casi di competenza dei parlements, a certi bailliages furono dati estesi poteri da Enrico II; questi venivano chiamati présidiaux.
I prévôts, o i loro equivalenti, erano i giudizi di primo grado per le cause che riguardavano i non-nobili o gli ecclesiastici. Nell'esercizio delle loro funzioni legali, tenevano la seduta da soli, ma potevano consultarsi con certi avvocati, scelti da loro. Gli appelli alle sentenze dei prévôts erano di competenza dei bailliages, che avevano anche la competenza delle sentenze di prima istanza riguardanti i nobili. Sotto i bailliages e i présidiaux competevano, come prima istanza, anche per un certo tipo di crimini, i cas royaux, come sacrilegio, lesa maestà, eresia, omicidio, rapina, falsificazione di moneta, sedizione, insurrezione e detenzione illegale di armi. Per appellarsi a una sentenza dei bailliages si doveva rivolgersi ai parlements.
Le corti superiori erano, oltre ai parlamenti regionali, 14 in tutto, iconseil souverain, per quelle zone che non avevano i parlamenti, la chambre des comptes e i cours des aides (in certi luoghi queste ultime due potevano essere combinati), il grand conseil, che sorvegliava gli affari ecclesiastici.
Capo del sistema giudiziario francese era il cancelliere.

## Società

### Demografia
Si stima che la Peste nera uccise circa un terzo della popolazione francese nel 1348. La contemporanea Guerra dei Cento Anni rallentò la ripresa. Solo all'inizio del Cinquecento la popolazione ritornò ai livelli della metà del Trecento. Con una popolazione stimata di 11 milioni di persone nel 1400, 20 milioni nel Seicento, e 28 milioni nel 1789, fino al 1795 la Francia era il paese più popolato d'Europa (anche davanti alla Russia e due volte più della Gran Bretagna o dei Paesi Bassi) e il terzo più popolato del mondo, dietro solo a Cina e India.
Questi cambiamenti demografici portarono anche a un massiccio aumento della popolazione urbana, sebbene la Francia restasse in gran parte un paese rurale. Parigi fu una della più popolate città in Europa (con 400.000 abitanti stimati nel 1550; 650.000 alla fine del diciottesimo secolo). Altre grandi città erano Lione, Rouen, Bordeaux, Tolosa e Marsiglia. In questi secoli si videro diversi periodi di epidemie e carestie dovute a guerre e cambiamenti climatici; gli storici parlano per il periodo 1550-1850 di "Piccola era glaciale": tra il 1693 e il 1694, la Francia perse il 6% della sua popolazione; nell'inverno estremamente rigido del 1709 il 3,5%. Nei successivi 300 anni non ci fu periodo più mortifero per la popolazione francese, incluse le due guerre mondiali.

### Lingua
All'inizio dell'età moderna le differenze linguistiche in Francia erano enormi. Prima del Rinascimento, le lingue parlate nel nord della Francia erano un insieme di diversi dialetti, chiamati langue d'oïl. Intorno al Cinquecento, si sviluppò una forma standardizzata di francese (chiamato moyen français) che sarebbe stato la base del francese "moderno" del Sei-Settecento. Nel 1539, con l'Ordinanza di Villers-Cotterêts, Francesco I di Francia fece del francese l'unica lingua per gli atti giuridici e legali. Malgrado questo, nel 1790, forse il 50% della popolazione francese non parlava e non capiva il moyen français. La parte meridionale del paese continuava a parlare le lingue occitane (come il provenzale), e altri parlavano il bretone, il catalano, il basco, l'olandese, il Fiammingo occidentale, e il franco-provenzale. Nel nord della Francia, i dialetti delle varietà delle langue d'oïl continuavano ad essere parlati nelle comunità rurali.
La Francia non sarebbe stata unificata, in senso linguistico, fino alla fine dell'Ottocento.

## Religione

### Cattolicesimo
La monarchia francese era indiscutibilmente legata alla Chiesa cattolica, con la formula «la France est la fille aînée de l'église», ossia «la Francia è la figlia maggiore della Chiesa», e i teorici del diritto divino dei re e del potere sacerdotale nel Rinascimento fecero questi legami espliciti: Enrico IV poté arrivare al trono solo abiurando il protestantesimo. Il potere simbolico dei monarchi cattolici appariva al momento della loro incoronazione (il re veniva unto dall'olio sacro a Reims), si credeva infatti che il re potesse guarire i malati semplicemente toccandoli.
Nel 1500 la Francia aveva 14 arcivescovadi e 100 vescovadi. Nel Settecento il numero, tra arcivescovadi e vescovadi, fu esteso a 139. I più alti livelli della Chiesa francese venivano detenuti dai membri della nobiltà sia quella di provincia, sia quella della corte reale, e molte cariche divennero de facto ereditarie. Oltre ai feudi, che membri della Chiesa possedevano come feudatari, la Chiesa stessa possedeva territori feudali nelle quali esercitava anche la giustizia.
Altri poteri temporali della Chiesa comprendeva il suo ruolo politico negli Stati Generali e negli Stati Provinciali e nei consigli provinciali, o sinodi, convocati dal re per discutere sulle questioni religiose. La Chiesa reclamava la prerogativa di giudicare determinati tipi di reati, come l'eresia, sebbene dopo le guerre di religione questi crimini passarono sotto la competenza della corte reale o dei parlamenti. Infine, abati, cardinali ed altri prelati venivano impiegati dai re come ambasciatori, membri dei suoi consigli (come Richelieu e Mazzarino) e in altre posizioni amministrative.
La facoltà di teologia di Parigi (spesso chiamata la Sorbona), mantenne un ufficio di censura che controllava le pubblicazioni sulla loro ortodossia religiosa. Dopo le guerre di religione questo controllo censorio passò sotto i parlamenti e successivamente, nel Seicento, ai censori reali, benché la Chiesa mantenesse la prerogativa di ricorrere.
La Chiesa era presente nell'educazione (scuola primaria e collegi), nonché negli ospedali ed altri istituti caritativi.
La Prammatica Sanzione di Bourges (1438, soppressa da Luigi XI, ma ripresa dagli Stati generali di Tours nel 1484) diede l'elezione dei vescovi e degli abati alle camere capitolari e alle abbazie di Francia, così da togliere ogni ingerenza del Papa sulla Chiesa francese e da permettere la nascita di una Chiesa gallicana. Nonostante ciò nel 1515 Francesco I firmò un nuovo accordo con papa Leone X, il concordato di Bologna, che soppresse la Prammatica Sanzione di Bourges ma diede al re il diritto di nominare i candidati vescovi ed abati e il Papa a quello di dare loro l'investitura; questo accordo fece protestare i gallicani, ma diede al re il controllo su importanti cariche ecclesiastiche.
Benché esentata dalla taglia, la chiesa doveva pagare alla corona una tassa chiamata don gratuit. Dal canto suo la Chiesa riscuoteva dai fedeli la Decima.
La Controriforma vide la Chiesa francese creare numerosi nuovi ordini (come i Gesuiti) e fare molti miglioramenti sulla qualità dei parroci; il primo decennio del Seicento fu caratterizzato da una massiccia infusione di testi devozionali e fervore religioso (esemplificati in San Francesco di Sales, San Vincenzo de Paoli e così via). Benché l'Editto di Nantes consentisse la presenza di chiese protestanti nel regno, i successivi ottant'anni videro i diritti degli Ugonotti venire, mano a mano, sminuiti, fino a che Luigi XIV annullò l'editto nel 1685, il che provocò una massiccia emigrazione della minoranza protestante verso altri paesi. Le pratiche religiose che viravano verso il Protestantesimo, come il Giansenismo, o al misticismo, come il Quietismo furono severamente combattute, come pure il dichiarato ateismo e il libertinismo.
Benché la Chiesa iniziasse a venire attaccata nel Settecento dagli intellettuali illuministi e il reclutamento del clero iniziasse a diminuire dopo il 1750, la Francia restava ancora un paese profondamente cattolico. Alla vigilia della Rivoluzione, la Chiesa francese possedeva circa il 7% dei fondi e generava entrate per circa 150 milioni di livres.

## Economia
L'economia della Francia rinascimentale era caratterizzata da un forte incremento demografico e da uno sviluppo dell'agricoltura e dell'industria. La produzione agricola di molti prodotti si espanse: olive, vino, sidro, guado, zafferano. Si vide anche l'introduzione di nuovi prodotti originari dall'Europa meridionale, come il carciofo, il melone, la lattuga, la melanzana, il sedano, il finocchio, il prezzemolo e l'erba medica, e dal Nuovo Mondo, come il fagiolo, il mais, il pomodoro, la patata e il peperone. Ciononostante, l'agricoltura francese rimaneva attaccata alle tecniche medievali, produceva scarsi raccolti e, anche se aumentarono le terre arabili, l'espansione massima fu presto raggiunta. La situazione divenne difficile dopo ripetuti cattivi raccolti dal 1550 in avanti (il Rodano si ghiaccio in alcuni rigidi inverni della seconda metà del Cinquecento).
Lo sviluppo industriale riguardava innanzitutto la stampa (attività iniziata nel 1470 a Parigi e nel 1473 a Lione) e la metallurgia. La forgiatura ad alta temperatura e l'attività mineraria avevano importanti sviluppi, benché la Francia rimanesse povera di certi metalli, come il rame, il bronzo, lo stagno e il piombo, ed era costretta ad importarli. Le miniere e le vetrerie lavoravano avevano il privilegio reale di essere esenti dalle tasse per venti anni, ed erano gli unici settori in cui i nobili potevano investire i loro soldi senza violare il loro status sociale. La produzione di seta (introdotta a Tours nel 1470 e a Lione nel 1536) creò un mercato prospero, ma i prodotti francesi restarono di qualità inferiore a quelli italiani. La produzione di lana era diffusa, come lo fu quella di lino e di canapa.
Dopo Parigi, Rouen era la seconda città più grande della Francia (70.000 abitanti alla metà del Cinquecento), grazie alla sua attività di centro portuale. Marsiglia (francese dal 1481) era il secondo porto per importanza: beneficiò degli accordi tra il Regno di Francia e Solimano il Magnifico. Per incrementare l'attività marittima, Francesco I fondò Le Havre nel 1517. Altri porti significanti erano Tolone, Saint Malo e La Rochelle.
Lione era il centro finanziario e mercantile della Francia. Le fiere mercantili avevano luogo quattro volte all'anno e permettevano l'esportazione delle merci francesi e l'importazione merci straniere. A Lione, inoltre, c'erano le case delle maggiori famiglie di banchieri, come i Medici e i Fugger, Le vie commerciali mettevano in collegamento Lione, Parigi e Rouen con il resto del paese. Sotto Francesco I ed Enrico II, la bilancia commerciale con la Spagna e l'Inghilterra era in favore della Francia, con i Paesi Bassi era approssimativamente in pareggio, mentre con l'Italia era in deficit. Nei decenni che seguirono l'attività marittima degli inglesi, dei fiamminghi e degli olandesi entrò in conflitto con la Francia e i mercati più importanti passarono verso nordovest, provocando la crisi di Lione come centro mercantile.
Benché la Francia fosse arrivata in ritardo nell'esplorazione e nella colonizzazione delle Americhe (essendo nella prima metà del Cinquecento interessata alla situazione italiana), iniziative private e la pirateria portarono bretoni, normanni e baschi nelle acque del continente americano. Nel 1524 Francesco I iniziò a sponsorizzare le esplorazioni nel Nuovo Mondo (grazie a Giovanni da Verrazzano e a Jacques Cartier); Enrico II quella di Nicolas Durand de Villegaignon che, a metà Cinquecento fondò una colonia calvinista nei pressi di Rio de Janeiro. Successivamente René Goulaine de Laudonnière e Jean Ribault fondarono una colonia protestante in Florida (1560-1565).
Alla metà del Cinquecento, l'incremento demografico della Francia e l'aumento della domanda di prodotti, combinate alla sovrabbondanza di oro e d'argento, proveniente dall'Africa e dalle Americhe, portarono all'inflazione e alla stagnazione dei salari (il grano divenne cinque volte più caro dal 1520 al 1600). Sebbene molti proprietari terrieri e molti intraprendenti mercanti stessero diventando sempre più ricchi, lo standard di vita di molti contadini, soprattutto coloro i quali erano più danneggiati da cattivi raccolti, si abbassò precipitosamente. Questo portò a un più basso potere d'acquisto e a un declino delle attività manifatturiere. Questa crisi monetaria portò la Francia ad abbandonare la livre come moneta di circolazione in favore dell'écu, bandendo anche le monete straniere.
Nel frattempo, le avventure militari della Francia in Italia e le successive guerre civili richiedevano enormi somme di liquidità, le quali venivano finanziate con la leva fiscale, per mezzo della taille e di altre tasse, che gravavano soprattutto sui contadini. Le crisi finanziarie colpirono ripetutamente la famiglia reale.
Le guerre di religione erano più o meno contemporanee ai cattivi raccolti e alle epidemie. I belligeranti praticavano le ritorsioni contro i rispettivi nemici. Fiorirono i briganti e le leghe di autodifesa; cessarono i trasporti di merci; i contadini fuggirono nei boschi e abbandonarono le loro terre; furono incendiate le città. Il sud venne particolarmente colpito da questi disordini, Alvernia, Lione, Borgogna e Linguadoca, la produzione agricola in queste zone cadde a circa il 40%. Le grandi famiglie di banchieri lasciarono Lione.
Dopo il 1597, la situazione economica della Francia migliorò e la produzione agricola venne facilitata da un miglioramento climatico. Enrico IV (e il suo ministro Maximilien de Béthune, duca di Sully) adottarono alcune riforme monetarie, come un miglior conio e il ritorno alla livre tournois come moneta circolante, riduzione del debito, 200 milioni di livres nel 1596, e delle tasse che gravavano sui contadini, riacquisto delle terre reali vendute in precedenza, miglioramento delle strade e costruzione di canali navigabili e, soprattutto inizio della filosofia del mercantilismo. Il mercantilismo e le riforme economiche fecero parte dell'azione di Richelieu. Nel tentativo di contrastare le importazioni ed incoraggiare le esplorazioni transoceaniche, Richelieu firmò alleanze con il Marocco e la Persia ed incoraggiò la colonizzazione della Nuova Francia, delle Antille, del Senegambia e del Madagascar. Queste riforme stabilirono il piano politico di Luigi XIV.

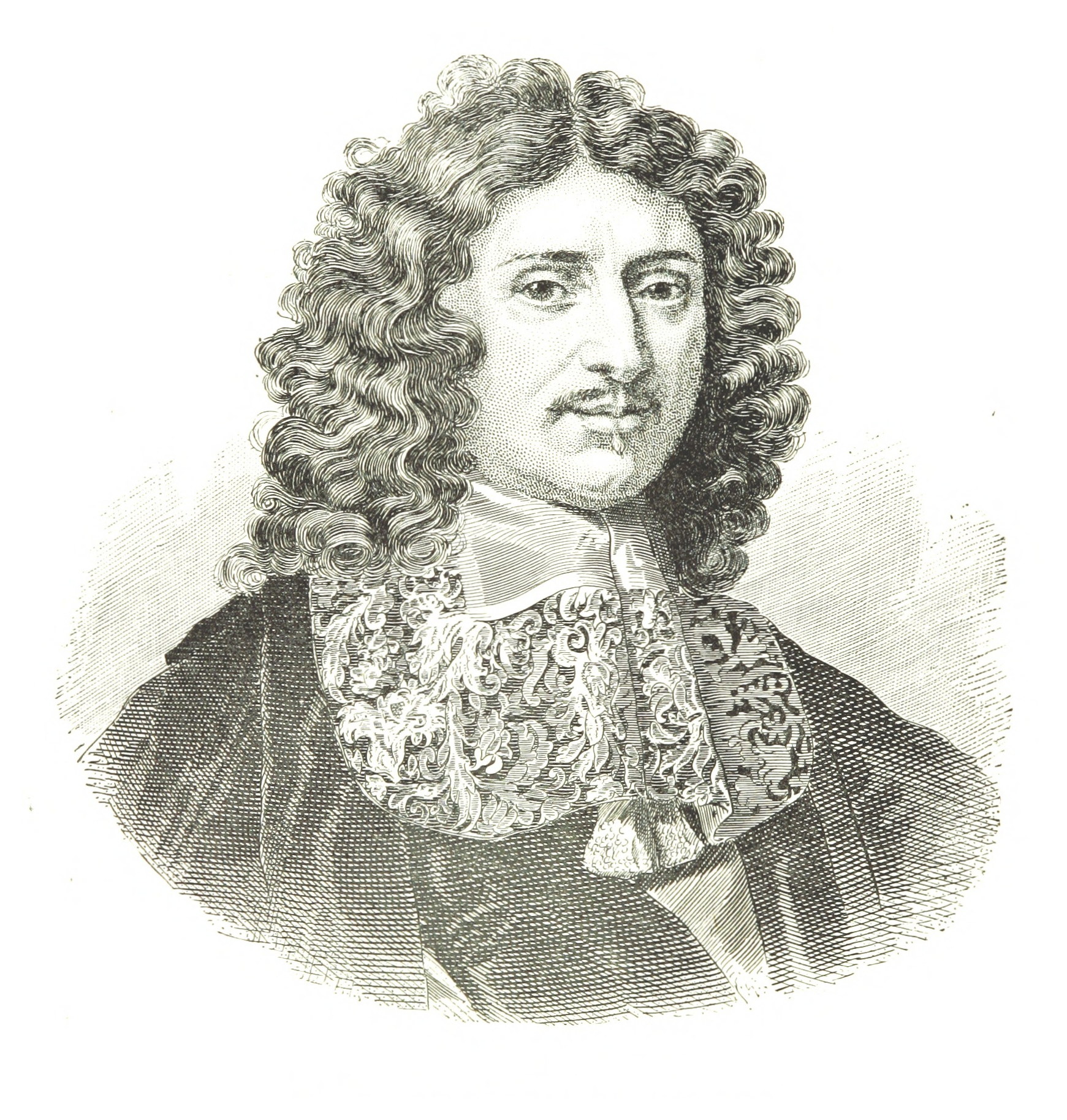
Il ministro Jean-Baptiste Colbert

La gloria di Luigi XIV è indissolubilmente legata a due grandi progetti: le conquiste militari e la costruzione di Versailles, ed entrambi richiesero enormi quantità di denaro per finanziarle. Il ministro delle finanze di Luigi XIV era Jean-Baptiste Colbert. Colbert usò il protezionismo e la sponsorizzazione statale delle fabbriche, per promuovere i prodotti di lusso. Lo Stato installò nuove industrie (le tappezzerie reali a Beauvais, le cave di marmo francesi), rilevò quelle esistenti, proteggé gli inventori e chiamò lavoratori da stati stranieri e proibì ai quelli francesi di emigrare. Per mantenere il carattere delle merci francesi nei mercati esteri, Colbert fissò per legge la qualità e la misura di ciascun prodotto, e fece punire severamente le violazioni. Questo massiccio investimento di prodotti di lusso, e la sua mediatizzazione attraverso i canali delle prime gazzette, come il Mercure galante, fece della Francia un ruolo d'arbitro nella moda europea.
Incapace di abolire i dazi sul passaggio delle merci da una provincia del regno all'altra, Colbert fece ciò che poté per indurre le province a farli equiparare. Il suo regime migliorò le strade e i canali. Per incoraggiare le compagnie, come quella delle Indie orientali (fondata nel 1664), Colbert garantì privilegi speciali nel commercio con il Levante, il Senegal, la Guinea e altri luoghi, per importare caffè, cotone, pellicce, peperone e zucchero, ma nessuna di queste avventure arrivò al successo. Colbert raggiunse alcuni importanti obbiettivi per la marina reale francese: fu ricostruito l'arsenale di Tolone, fondò il porto di Rochefort, nonché le suole navali di Rochefort, Saint Malo, Dieppe; fece fortificare, con l'aiuto di Vauban, diversi porti, compresi quelli di Calais, Dunkerque, Brest e Le Havre.
Le politiche economiche di Colbert furono uno degli elementi chiave di Luigi XIV al fine di creare un forte e centralizzato stato e nella promozione della gloria del regno, ivi compresa la costruzione di Versailles. Tutto questo provocò delle crisi finanziarie, poiché erano troppo restrittivi verso i lavoratori, scoraggiavano l'inventiva ed erano sostenute da tariffe irragionevolmente troppo alte. Luigi XIV creò diversi sistemi di tassazione aggiuntivi, come la capitation e la dixième.
La Revoca dell'editto di Nantes creò ulteriori problemi economici: degli oltre 200.000 ugonotti che lasciarono la Francia, per emigrare nell'Europa protestante, nonché in America settentrionale e in Sudafrica, molti di loro erano artigiani specializzati con un buon livello di istruzione. L'espansione del francese come lingua franca in Europa e la modernizzazione dell'esercito prussiano nel Settecento fu merito proprio degli ugonotti.
Le guerre e il tempo cattivo portarono l'economia alla fine del secolo sull'orlo: nel 1683 il deficit nazionale era di 16 milioni di livres, all'inizio del Settecento salì a 750 milioni di livres, nel 1708-1715 il debito raggiunse il 1,1 miliardo di livres. Per aumentare le entrate statali, la taille fu aumentata, come lo furono i prezzi per assumere le cariche amministrative. Con i confini protetti, il commercio internazionale fu impedito. La situazione in cui vivevano la maggior parte della popolazione francese, perlopiù semplici contadini, era estremamente precaria e gli effetti della Piccola era glaciale, provocarono raccolti scarsi ed inverni estremamente freddi. Molti contadini si ribellarono ed attaccarono i convogli di grano diretti alle truppe impegnate in guerra. Nel frattempo un ristretto numero di famiglie con riserve sufficienti di grano, sopravvissero senza problemi; nel 1689 e nel 1709, con un gesto di solidarietà verso il suo popolo sofferente, fece fondere alcuni gioielli reali.
Il primo decennio dopo la morte di Luigi XIV la Francia iniziò una lenta ripresa economica e demografica, sebbene la fiducia monetaria fu per un breve periodo fu erosa dalla disastrosa cartamoneta "Sistema" introdotta da John Law dal 1716-1720 (nel 1726, sotto il ministro di Luigi XV cardinale Fleury, fu messo a punto un sistema di stabilità monetaria, che portava a un tasso di conversione tra l'oro e l'argento e la moneta circolante in Francia).
Dalla fine degli anni trenta e dagli inizi degli anni quaranta, e per i successivi trent'anni, la popolazione e l'economia francese ebbero una forte espansione (di tutti i paesi europei, la crescita economica della Francia fu seconda solo alla Gran Bretagna, ma era allo stesso tempo il paese più ricco), e la crescita dei prezzi agricoli fu molto profittevole per i proprietari terrieri (nobiltà, clero, borghesia e ricchi agricoltori); anche gli artigiani e gli affittuari sentirono la crescita, ma in misura minore. Sviluppi importanti in agricoltura, come la rotazione delle colture e l'uso dei fertilizzanti, iniziò ad essere introdotta in alcune parti della Francia, ma occorsero diverse generazioni perché si diffondesse nel resto del paese. Le piante originarie dal Nuovo Mondo, come la patata e il mais, ebbero un'importante espansione e contribuirono a cambiare la dieta quotidiana.
Le industrie più dinamiche di quest'epoca erano le attività minerarie, metallurgiche e tessili (in particolare tessuti stampati, come quelli fatti da Christophe-Philippe Oberkampf), spesso grazie a stranieri (John Kay, John Holker) e tecnologia straniera (come la macchina a vapore). Il capitale restava difficile da raccogliere dagli speculatori commerciali, ciononostante la base dello Stato rimase fortemente mercantilistica, protezionistica, e interventista nell'economia domestica (ossia richiedere una certa qualità del prodotto, limitare l'impianto di industrie in certe città e così via).
I centri del commercio internazionale del paese erano Lione, Marsiglia, Nantes (il più grande porto del paese) e Bordeaux, e questi ultime due città videro una fenomenale crescita dovuta ai commerci con la Spagna e il Portogallo (Cadice fu il centro per l'esportazione dei tessuti francesi verso l'India), le Americhe e le Antille (caffè, zucchero, tabacco, cotone americano), e Africa (il commercio degli schiavi, con centro a Nantes).
Nel 1749 venne emanata una nuova tassa la "vingtième" (o "un-ventesimo"), modellata sulla "dixième", al fine di ridurre il deficit reale, questa tassa restò in vigore per tutto il resto del periodo di Antico Regime. Questa tassa era basata solamente sulle entrate (5% dei guadagni dalle terre, proprietà, commercio, industria e dagli incarichi ufficiali), e toccava più o meno tutti i sudditi, senza distinzione di status, ma il clero, le regioni con i "pays d'état" e i parlements protestarono; il clero riuscì a strappare l'esenzione, i "pays d'état" riuscirono ad avere tariffe ridotte, mentre i parlements riuscirono a far disinnescare gli effetti della "vingtième". Il fabbisogno finanziario della Guerra dei Sette anni portarono a una seconda (1756-1780) e a una terza (1760-1763) "vingtième". Nel 1754 la "vingtième" produsse 11,7 million livres di entrate.
Gli ultimi anni di regno di Luigi XV videro alcuni regressi economici (la Guerra dei Sette anni, 1756-1763, portò a un aumento del debito reale e alla perdita dei possedimenti francesi nel Nordamerica), ma l'economia francese iniziò ad entrare in uno stato di crisi nel 1775, iniziando con il carovita dei prodotti agricoli per 12 anni (con gravi conseguenze nel 1777 e nel 1786), complicati anche da eventi climatici avversi (gli inverni del periodo 1785-1789 furono disastrosi).

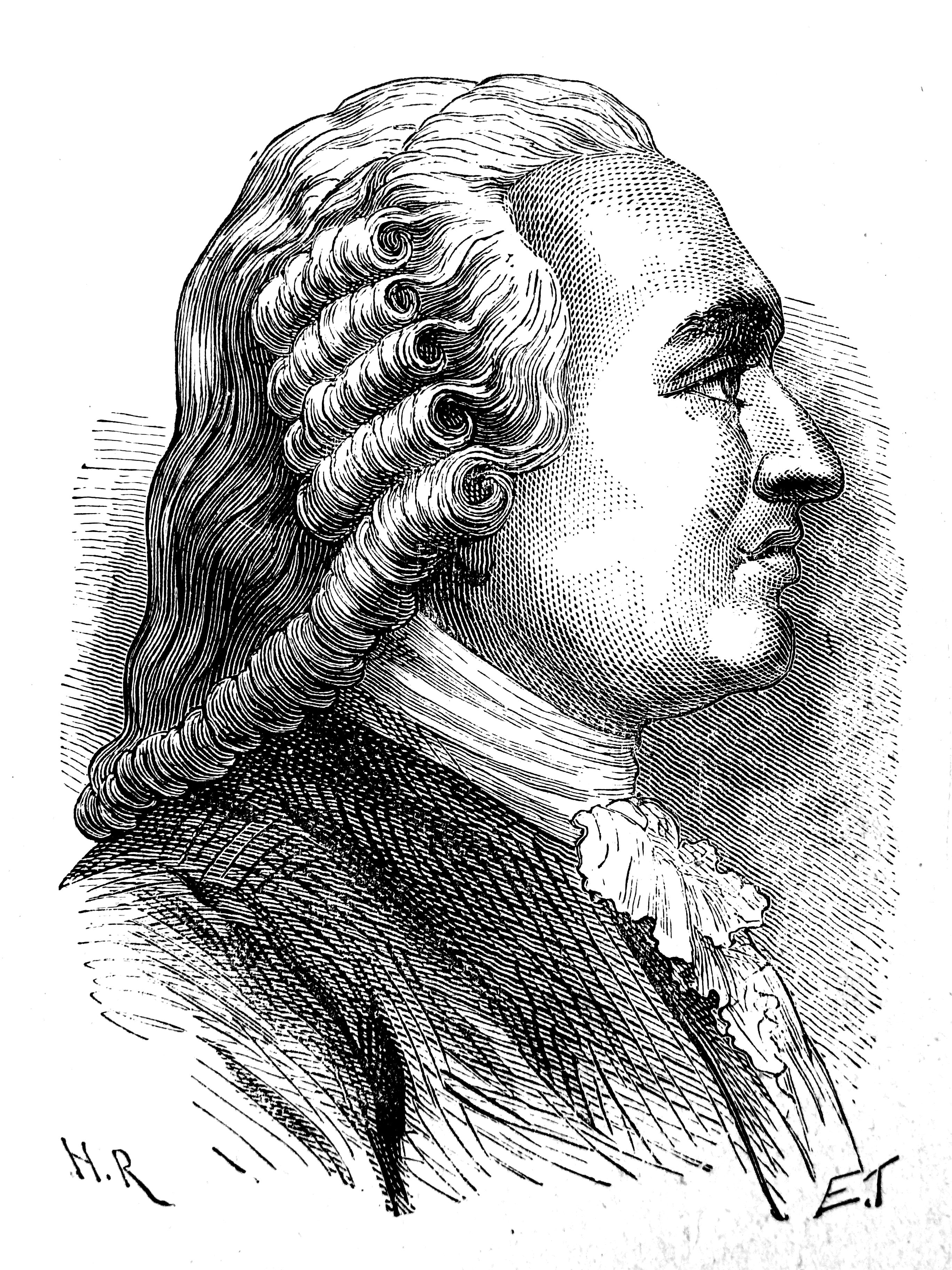
Anne Robert Jacques Turgot

Con il governo profondamente in debito, Luigi XVI permise le riforme radicali di Turgot e Malesherbes, ma la disaffezione dei nobili portarono alle dimissioni di Turgot e di Malesherbes 1776. Jacques Necker li rimpiazzò. Luigi sostenne la rivoluzione americana dal 1778, ma nel Trattato di Parigi del 1783, i francesi guadagnarono poco, tranne che un ovvio aumento del debito, e il governo fu costretto giocoforza ad aumentare le tasse (come la "vingtième") e i prestiti. Necker si dimise nel 1781, per essere sostituito temporaneamente da Calonne e da Brienne, ma ritornò nel 1788.
In questi ultimi decenni del Settecento, le industrie francesi continuarono a svilupparsi (introduzione della meccanizzazione, creazione di fabbriche, fusioni e monopoli), ma questa crescita venne ostacolata dalla competizione con l'Inghilterra (tessile, cotone). Dall'altra parte, le speculazioni commerciali francesi continuarono a svilupparsi, sia quelle domestiche sia quelle internazionali. La Guerra d'indipendenza americana portò una riduzione del commercio (cotone e schiavi), ma negli anni ottanta il commercio americano divenne più forte che in passato. Similmente le Antille rappresentarono la maggior fonte di zucchero e caffè ed erano tra le maggiori esportatrici di schiavi attraverso Nantes. Parigi divenne il maggiore centro commerciale e bancario francese, come Amsterdam e Londra, e la Caisse d'Escompte fu fondata nel 1776 (la cartamoneta venne reintrodotta, con la denominazione in livre).
I problemi agricoli e climatici degli anni settanta e ottanta portarono ad un aumento della povertà (in alcune città del nord, gli storici hanno stimato che i poveri superavano il 20% della popolazione urbana), dei spostamenti (sebbene la Francia rimase solo dietro alla Gran Bretagna nello sviluppo urbano e nella crescita della classe lavoratrice) e criminalità (soprattutto ladri), nonché la crescita di mendicanti e banditi iniziava a diventare un problema serio. Sebbene i nobili, i borghesi e i ricchi proprietari terrieri videro le loro entrate afflitte dalla recessione, i più colpiti in questo periodo furono le classi operaie e contadine.